# Roślinność stepowa
Roślinność stepowa – zbiorowiska roślinne porastające step. Dominują w nich trawy, choć znamienny i nierzadko znaczący jest też udział barwnie kwitnących bylin. Rośliny mają pokrój kseromorficzny – liście są wąskie, częste są organy spichrzowe (gł. cebule i bulwy służące do gromadzenia substancji odżywczych i wody). W zależności od warunków siedliskowych i klimatycznych roślinność stepowa przechodzi w lasostep, ew. półpustynię lub pustynię. Cykl przemian roślinności stepowej jest uzależniony od przebiegu temperatury i wilgoci. Wysokie temperatury w lecie (25 stopni C) i małe opady (średnio do 40 mm) nie dają warunków do życia większych roślin. Dlatego też na stepie jest ich bardzo niewiele.